# Nectria coccophila
Nectria coccophila är en svampart som först beskrevs av Tul. & C. Tul., och fick sitt nu gällande namn av Wollenw. & Reinking 1935. Nectria coccophila ingår i släktet Nectria och familjen Nectriaceae.   Inga underarter finns listade i Catalogue of Life.